# Ratnik
Ratnik (bułg. Ратник), pełna nazwa Rozwój Bułgarskiego Ducha Narodowego (Ратничество за напредък на българщината) – bułgarska organizacja paramilitarna o charakterze nacjonalistycznym w II poł. lat 30. i I poł. lat 40. XX wieku
Organizacja została założona w 1936 r. Jednym z założycieli był przyszły premier Bułgarii, Petyr Gabrowski. W jej programie znajdowały się hasła nacjonalistyczne i antysemickie. Głosiła obronę Bułgarskiej Cerkwi Prawosławnej. Była zorganizowana na wzór wojskowy. Jej członkowie nosili czerwone uniformy z opaskami z symbolem organizacji, którym był krzyż słoneczny wpisany w okrąg. Hasłem było "Напред и нагоре". Na czele Ratnika stanął prof. Asen Kantardżijew. Do organizacji należeli m.in. pisarze Emanuił Popdimitrow, Dimityr Talew i Fani Popowa-Mutafowa (jedna z głównych ideologów), prof. Lubomir Władykin czy Komisarz do Spraw Żydowskich, Aleksandyr Belew. 20 września 1939 r. członkowie organizacji wzięli udział w tzw. bułgarskiej nocy kryształowej, kiedy przeszli przez Sofię, demolując żydowskie sklepy. Do 1943 r. organizacja reprezentowała dużą siłę na bułgarskiej scenie politycznej, popierana przez najwyższe władze państwowe. Ratnik został zdelegalizowany decyzją rządu przed 1944 r. Po przejściu Bułgarii na stronę aliantów na początku września 1944 r., wielu działaczy wyjechało do Niemiec, gdzie wstępowali do Wehrmachtu. Część weszła w skład nowo formowanego Bułgarskiego Pułku Grenadierów SS. Niektórzy pozostali w kraju, organizując antysowiecki ruch oporu.